# Macroglossum hirundo
Macroglossum hirundo är en fjärilsart som beskrevs av Jean Baptiste Boisduval 1832. Macroglossum hirundo ingår i släktet Macroglossum och familjen svärmare. Inga underarter finns listade i Catalogue of Life.